# Rob Halford
Robert John Arthur Halford (* 25. August 1951 in Sutton Coldfield, Warwickshire, England) ist ein britischer Heavy-Metal-Sänger. Er war von 1972 bis 1991 und ist seit 2003 wieder Sänger der Band Judas Priest. Seine markante Stimme mit einem Umfang von 4½ Oktaven (D2–G#6) brachte ihm unter Bezugnahme auf einen Titel des Albums British Steel den Beinamen „Metal God“ ein, außerdem ist er für seine „Rob Halford Screams“ (Screams mit sehr hohen Frequenzspitzen) bekannt.

## Biografie
Robert „Rob“ Halford wuchs in bescheidenen Verhältnissen in Walsall in der Nähe von Birmingham auf. Sein Vater arbeitete in der Stahlindustrie, seine Mutter war Hausfrau und zeitweise in der Kinderbetreuung tätig. Obwohl nicht ausgesprochen religiös, vermittelten ihm seine Eltern christliche Grundwerte, die für ihn bis heute eine Bedeutung haben. Die Schwerindustrie in seiner Heimat beeindruckte ihn in seinen Jugendtagen sehr. Er fühlte sich der Arbeiterschicht zugehörig. Bereits im Alter von 8 Jahren hatte eine Lehrerin sein Gesangstalent entdeckt und ihn vor anderen Schulklassen singen lassen, was ihm sehr gefallen hatte. Mit 16 Jahren verließ Halford die Schule und begann als Bühnentechniker und Beleuchter zu arbeiten. Er erlebte dabei ein breites Spektrum der Unterhaltungsindustrie und verspürte den Wunsch, nicht nur mitzuarbeiten, sondern selbst auf der Bühne zu stehen. Besonders begeisterte er sich für Blues und Rockmusik, die ihm erlaubten, sein jugendliches Aufbegehren auszudrücken. In den späten 1960er Jahren war er als Sänger in mehreren Rockbands in Mittelengland aktiv, bis er zu Judas Priest stieß. Er lehnte die auf London zentrierte britische Musikindustrie ab und versuchte, an der Etablierung einer Musikszene in seiner Heimat mitzuwirken.

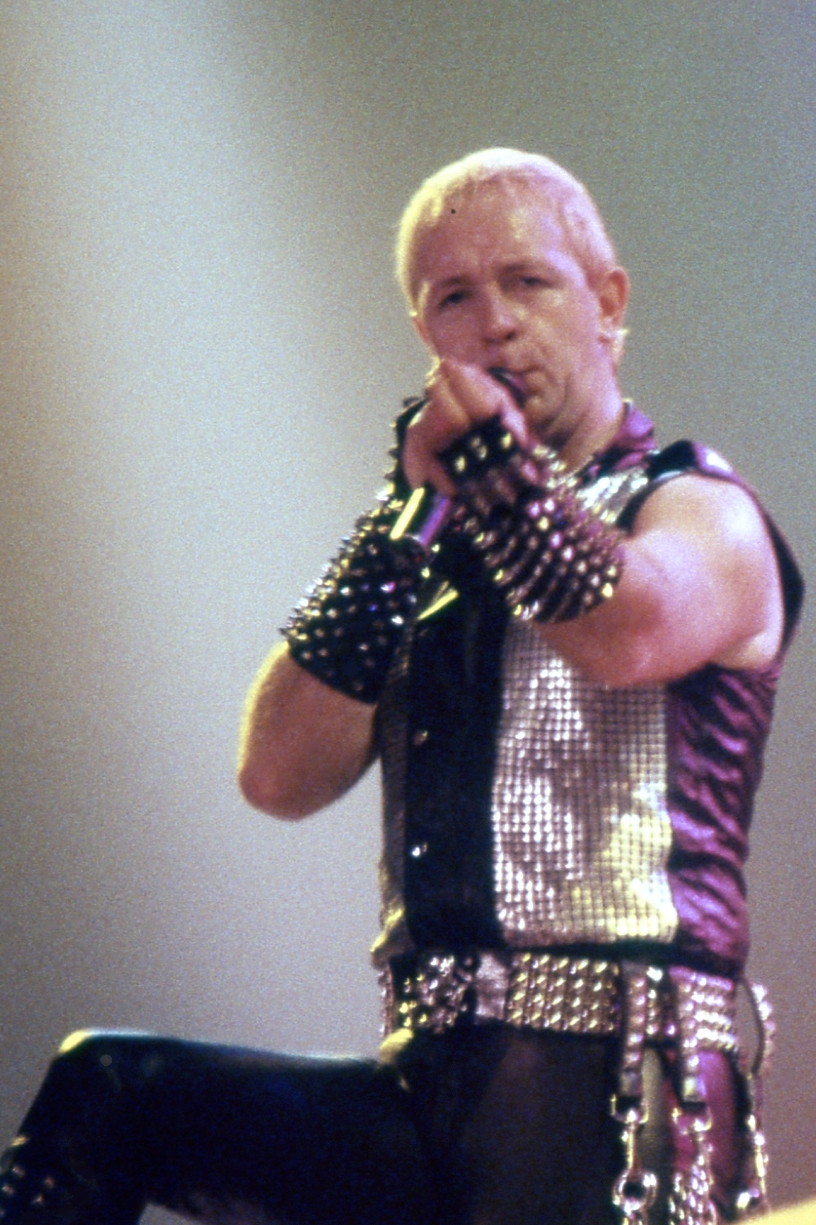
Rob Halford (1984)

In den 1980er Jahren hatte Halford mit massiven Alkohol- und Drogenproblemen zu kämpfen, unter anderem konsumierte er exzessiv Kokain. Erst kurz vor einem totalen psychischen Zusammenbruch gelang es ihm, sich von seiner Sucht zu befreien. Seit 1986 ist er nach eigenen Angaben drogenfrei und empfindet dies als großen Gewinn für sein Leben.
Im Mai 1992 verließ Halford Judas Priest und wandte sich verschiedenen mäßig erfolgreichen Soloprojekten zu. Den Kontakt zu seinen früheren Bandkollegen brach er vollständig ab.
Halford outete sich im Jahr 1998 als homosexueller Metal-Sänger:

„I think that most people know that I've been a gay man all of my life, and it's only been in recent times it's an issue that I feel comfortable to address … something that I feel has a moment, and this is the moment to discuss it.“

„Ich denke, die meisten Leute wissen, dass ich mein ganzes Leben lang ein schwuler Mann gewesen bin. Das ist etwas, das ich erst seit jüngster Zeit mit Gelassenheit ansprechen kann … etwas, das einen bestimmten Zeitpunkt braucht, um darüber zu reden – und dieser Punkt ist nun gekommen.“

Nach seiner Trennung von der Band startete er drei minder erfolgreiche Projekte (Fight, 2wo und Halford). Das Solo-Projekt Halford markierte seine Rückkehr zum traditionellen Heavy Metal. Das Album Resurrection mit Bruce Dickinson von Iron Maiden als Gastsänger wurde von vielen Fans, die sich mit der modernen Ausrichtung von Judas Priest während seines Ausstiegs unzufrieden gezeigt hatten, begeistert aufgenommen. Die sich abzeichnende Reunion mit Judas Priest erfolgte 2003.

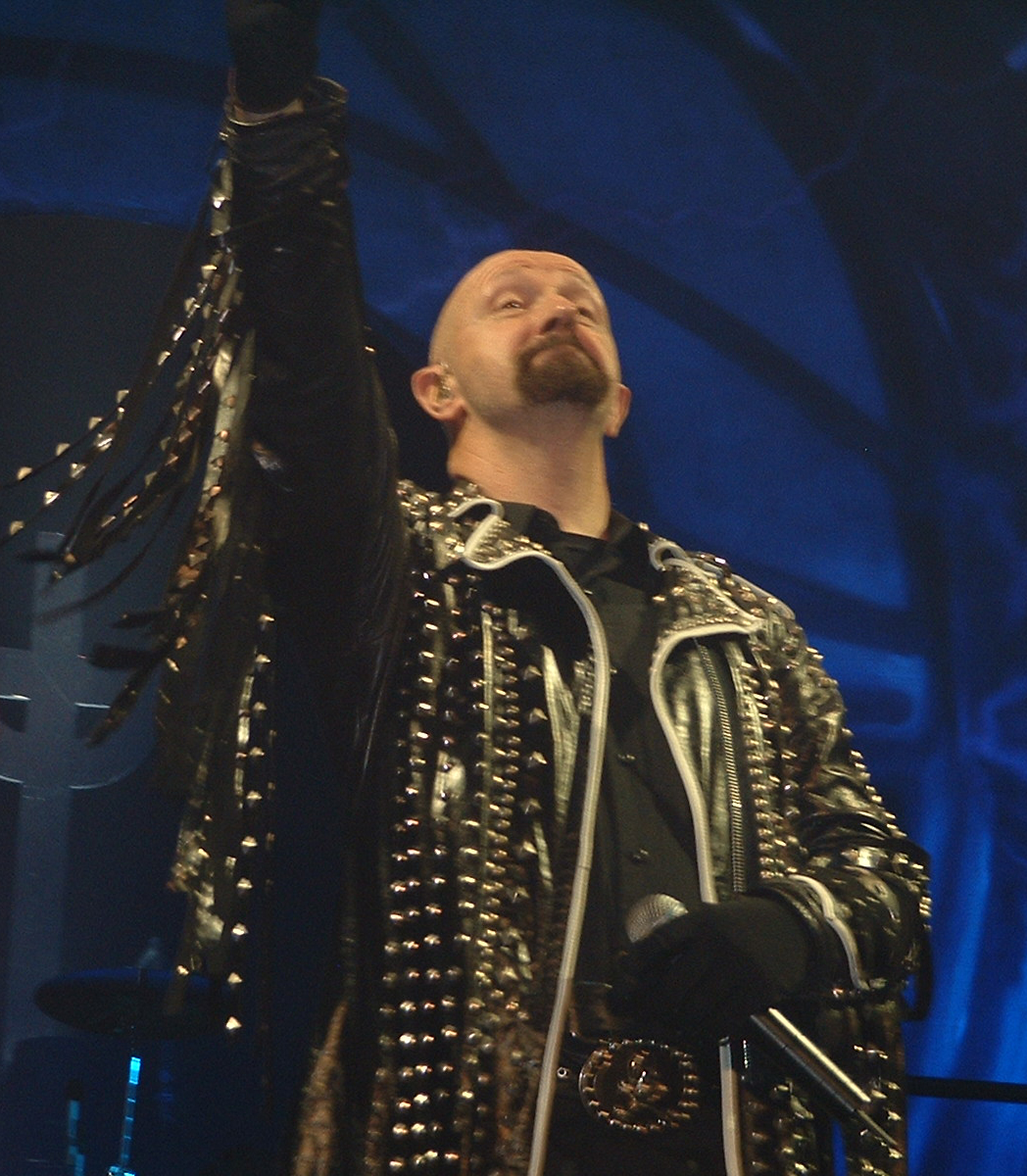
Rob Halford (2005)

Halford wirkte beim Hear ’n Aid-Projekt mit und half auch bei Black Sabbath 1992 (als Ersatz für den bei Sabbath auf der Tour ausgestiegenen Ronnie James Dio) für zwei Konzerte und 2004 (Ersatz für den damals erkrankten Ozzy Osbourne) für ein Konzert aus.
2009 beanspruchte Halford den Markennamen Metal God für sich und ließ die Marke in die entsprechenden Schutzregister weltweit eintragen. Beim Deutschen Patent- und Markenamt wird der Eintrag als Wortmarke unter der Registriernummer 008354938 geführt. Als Grund führte Halford später an, dass ihm der Titel von den Fans gegeben wurde. Er möchte ihn aus Respekt schützen, damit das Ansinnen der Fans gewahrt bleibt und sich niemand anderes Metal God nennt. Im gleichen Jahr brachte Halford ein Album mit Weihnachtsliedern („Halford III – Winter Songs“) heraus. Darauf sind Interpretationen von bekannten Weihnachtsliedern und eigene Songs zu finden.
2013 machten Fotos Schlagzeilen, die Halford im Rollstuhl zeigten. In der Folgezeit sah man ihn des Öfteren mit Gehstock laufen. Später verriet er, dass er eine schwierige Rückenoperation hatte.
2014 steuerte er für das Tributealbum This Is Your Life für Ronnie James Dio den Song Man on the Silver Mountain bei.
Erst 2021 gab Halford bekannt, dass er während der vergangenen beiden Jahre an Prostatakrebs litt und mehrere Behandlungen über sich ergehen lassen musste.
Halford lebt in Phoenix, Arizona in den USA. Er hat jedoch auch Wohnsitze in Amsterdam und Walsall. Musikalisch fühlt er sich dem Blues und Rock ’n’ Roll verbunden, schätzt jedoch auch den Sänger Frank Sinatra.

## Diskografie der Soloprojekte

### Fight
- 1993: War of Words
- 1993: Nailed to the Gun (Tour-Single)
- 1994: Mutations (EP)
- 1995: A Small Deadly Space
- 2007: K5 – The War of Words Demos
- 2008: Into the Pit (Boxset)

### 2wo
- 1998: Voyeurs

### Halford

#### Studioalben
- 2000: Resurrection
- 2002: Crucible
- 2009: Halford III – Winter Songs
- 2010: Halford IV – Made of Metal
- 2019: Celestial

#### Weitere Alben
- 2001: Live Insurrection (Livealbum)
- 2003: Fourging the Furnace (EP)
- 2004: Live at Disney House of Blues (Livealbum als Download)
- 2007: Metal God Essentials Vol. 1 (Kompilation)
- 2008: Live at Rock in Rio III (Live-DVD mit Resurrection als Bonus-CD)
- 2010: Live in Anaheim (Live-Album, welches separat als CD und DVD erschienen)
- 2011: Live at Saitama Super Arena (Live-Album, welches separat als CD und DVD erschienen)
- 2012: Live in London (Live-Album, aufgenommen am 6. Dezember 2000)
- 2015: The Essential

### Singles
- 2010: The Mower
- 2018: Black Wedding (In This Moment feat. Rob Halford, US: Gold)[8]

### Filme
- 2002: Spun – In Spun treten eine Reihe bekannter Musiker in Cameos auf. So ist Halford als Pornoladenkassierer zu sehen.
- 2022: Metal Lords (Cameo)

## Auszeichnungen
2010 wurde Halford mit dem Grammy Award for Best Metal Performance ausgezeichnet.

## Autobiographie
- Rob Halford: Ich bekenne: Die Autobiografie des Sängers von Judas Priest. Heyne Verlag, München 2021, ISBN 978-3-453-27343-6 (englisch: Confess. 2020. Übersetzt von Stephan Glietsch, Philip Bradatsch).

## Rezeption
Der US-amerikanische Post-Punk-Musiker Atom and His Package, bürgerlicher Name Adam Goren, thematisierte Halfords coming-out in dem Musikstück Hats Off to Halford (Hut ab vor Halford), erschienen auf dem Album Making Love, (No Idea Records, 1999).